# Série de championnat de la Ligue américaine de baseball 1973
La Série de championnat de la Ligue américaine de baseball 1973 était la série finale de la Ligue américaine de baseball, dont l'issue a déterminé le représentant de cette ligue à la Série mondiale 1973, la grande finale des Ligues majeures.
Cette série trois de cinq débute le samedi 6 octobre 1973 et se termine le jeudi 11 octobre par une victoire des Athletics d'Oakland, trois matchs à deux sur les Orioles de Baltimore. Oakland remporte par la suite la deuxième de trois victoires consécutives en Série mondiale.

## Équipes en présence
Les Athletics d'Oakland remportent en 1973 le troisième de cinq championnats consécutifs de la division Ouest de la Ligue américaine. Avec 94 victoires contre 68 défaites, ils complètent l'année avec une bonne avance de six parties sur le club de deuxième place, les Royals de Kansas City.
Après une décevante troisième place dans la section Est en 1972, les Orioles de Baltimore retrouvent le premier rang de leur division en 1973, une position qu'ils occupent au terme de la saison pour la quatrième fois en cinq ans. Avec un dossier victoires-défaites de 97-65, ils laissent les Red Sox de Boston à huit parties de la tête. 
Baltimore et Oakland s'affrontent en éliminatoires pour une deuxième fois. Les Orioles avaient aligné trois gains de suite pour prendre la mesure des Athletics en Série de championnat 1971. C'est la troisième participation consécutive des A's à la finale de la Ligue américaine, eux qui sont les champions en titre du baseball majeur depuis leur triomphe en Série mondiale 1972.

## Déroulement de la série

### Calendrier des rencontres
| Match | Date       | Visiteur             | Hôte                 | Score              |
| ----- | ---------- | -------------------- | -------------------- | ------------------ |
| 1     | 6 octobre  | Athletics d'Oakland  | Orioles de Baltimore | 0 - 6              |
| 2     | 7 octobre  | Athletics d'Oakland  | Orioles de Baltimore | 6 - 3              |
| 3     | 9 octobre  | Orioles de Baltimore | Athletics d'Oakland  | 1 - 2 (11 manches) |
| 4     | 10 octobre | Orioles de Baltimore | Athletics d'Oakland  | 5 - 4              |
| 5     | 11 octobre | Orioles de Baltimore | Athletics d'Oakland  | 0 - 3              |

### Match 1
Samedi 6 octobre 1973 au Memorial Stadium, Baltimore, Maryland.
| Athletics d'Oakland                                                                                 | 0 | 0 | 0 | 0 | 0 | 0 | 0 | 0 | 0 | 0 | 5  | 1 |
| Orioles de Baltimore                                                                                | 4 | 0 | 0 | 0 | 0 | 0 | 1 | 1 | X | 6 | 12 | 0 |
| Lanceurs partants : OAK : Vida Blue BAL : Jim Palmer Vic. : Jim Palmer (1-0) Déf. : Vida Blue (0-1) |   |   |   |   |   |   |   |   |   |   |    |   |

### Match 2
Dimanche 7 octobre 1973 au Memorial Stadium, Baltimore, Maryland.
| Athletics d'Oakland | 1 | 0 | 0 | 0 | 0 | 2 | 0 | 2 | 1 | 6 | 9 | 0 |
| Orioles de Baltimore | 1 | 0 | 0 | 0 | 0 | 1 | 0 | 1 | 0 | 3 | 8 | 0 |
| Lanceurs partants : OAK : Catfish Hunter BAL : Dave McNally Vic. : Catfish Hunter (1-0) Déf. : Dave McNally (0-1) Sauv. : Rollie Fingers (1) HRs : OAK : Sal Bando (1, 2), Bert Campaneris (1), Joe Rudi (1) |   |   |   |   |   |   |   |   |   |   |   |   |

### Match 3
Mardi 9 octobre 1973 au Oakland-Alameda County Coliseum, Oakland, Californie.
| Orioles de Baltimore | 0 | 1 | 0 | 0 | 0 | 0 | 0 | 0 | 0 | 0 | 0 | 1 | 3 | 0 |
| Athletics d'Oakland | 0 | 0 | 0 | 0 | 0 | 0 | 0 | 1 | 0 | 0 | 1 | 2 | 4 | 3 |
| Lanceurs partants : BAL : Mike Cuellar OAK : Ken Holtzman Vic. : Ken Holtzman (1-0) Déf. : Mike Cuellar (0-1) HRs : BAL : Earl Williams (1) OAK : Bert Campaneris (2) |   |   |   |   |   |   |   |   |   |   |   |   |   |   |

### Match 4
Mercredi 10 octobre 1973 au Oakland-Alameda County Coliseum, Oakland, Californie.
| Orioles de Baltimore | 0 | 0 | 0 | 0 | 0 | 0 | 4 | 1 | 0 | 5 | 8 | 0 |
| Athletics d'Oakland | 0 | 3 | 0 | 0 | 0 | 1 | 0 | 0 | 0 | 4 | 7 | 0 |
| Lanceurs partants : BAL : Jim Palmer OAK : Vida Blue Vic. : Grant Jackson (1-0) Déf. : Rollie Fingers (0-1) HRs : BAL : Andy Etchebarren (1), Bobby Grich (1) |   |   |   |   |   |   |   |   |   |   |   |   |

### Match 5
Jeudi 11 octobre 1973 au Oakland-Alameda County Coliseum, Oakland, Californie.
| Orioles de Baltimore | 0 | 0 | 0 | 0 | 0 | 0 | 0 | 0 | 0 | 0 | 5 | 2 |
| Athletics d'Oakland | 0 | 0 | 1 | 2 | 0 | 0 | 0 | 0 | X | 3 | 7 | 0 |
| Lanceurs partants : BAL : Doyle Alexander OAK : Catfish Hunter Vic. : Catfish Hunter (2-0) Déf. : Doyle Alexander (0-1) |   |   |   |   |   |   |   |   |   |   |   |   |